# Zell an der Pram
Pour les articles homonymes, voir Zell.
Zell an der Pram est une commune autrichienne du district de Schärding en Haute-Autriche.